# Achiropita (nome)
Achiropita  è un nome proprio di persona italiano femminile.

## Varianti
- Anche se, vista l'etimologia che fa preciso riferimento ad attività manuale, si propende per la forma indeclinabile, si considerano le forme declinate per il genere:
- Femminili: Acheropita[1][2]
- Maschili: Achiropito[2], Acheropito[2]

## Origine e diffusione
Si tratta di un nome tipico della provincia di Cosenza, e accentrato per oltre la metà dei casi a Rossano; la sua diffusione è dovuta al culto locale verso "Maria Santissima Achiropita", titolo attribuito ad un'immagine della Madonna avente il letterale significato di "dipinta senza mani", ossia "senza intervento umano" (l'affresco sarebbe infatti, secondo la tradizione, opera divina).
Etimologicamente, la parola "achiropita" è composta dai termini greci χείρ (chèir, "mano") e ποιείν (poièin, "creare"), preceduti da un'alfa privativa, col senso appunto di "fatta senza l'uso delle mani".

## Onomastico
L'onomastico viene festeggiato il 15 agosto, giorno in cui a Rossano viene celebrata la festa patronale di Maria Santissima Achiropita.